# Ingvar Pettersson
Ingvar Albin Henrik Pettersson (* 19. Januar 1926 in Rådmansö; † 2. Juli 1996 in Jädraås) war ein schwedischer Leichtathlet, der in den 1960er Jahren als Geher auf der 50-Kilometer-Distanz international erfolgreich war.
1963 gewann Pettersson seinen ersten von vier aufeinanderfolgenden schwedischen Meistertiteln im 50-km-Gehen. Im selben Jahr wurde er Zweiter bei den Nordischen Meisterschaften in Fredrikstad und Dritter beim Weltcup in Varese.
Den bedeutendsten Erfolg seiner Karriere feierte er bei den Olympischen Spielen 1964 in Tokio. Er gewann in einer Zeit von 4:14:17,4 h die Bronzemedaille auf der 50-Kilometer-Distanz hinter dem Italiener Abdon Pamich (4:11:12,4 h) und dem Briten Paul Nihill (4:14:31,2 h). 1965 siegte Pettersson über dieselbe Distanz bei den Nordischen Meisterschaften in Örebro.
Ingvar Pettersson war 1,74 m groß und hatte ein Wettkampfgewicht von 64 kg. Er startete für den Stockholms Gångklubb.